# 岩田涼菟
岩田 涼菟（いわた りょうと、1659年（万治2年）- 1717年6月7日（享保2年4月28日））は、江戸時代前期から中期の俳人、神職。本姓は秦、名は正致。通称は権七郎。別号に団友、神風館等がある。

## 経歴・人物
伊勢の生まれ。初め伊勢神宮の下級神職となったが後に松尾芭蕉の晩年の門人となり俳諧を学ぶ。1694年（元禄7年）に各務支考らと親交を持ったことにより、「伊勢派」と呼ばれる平明で新しい作風の俳諧を生み出した。

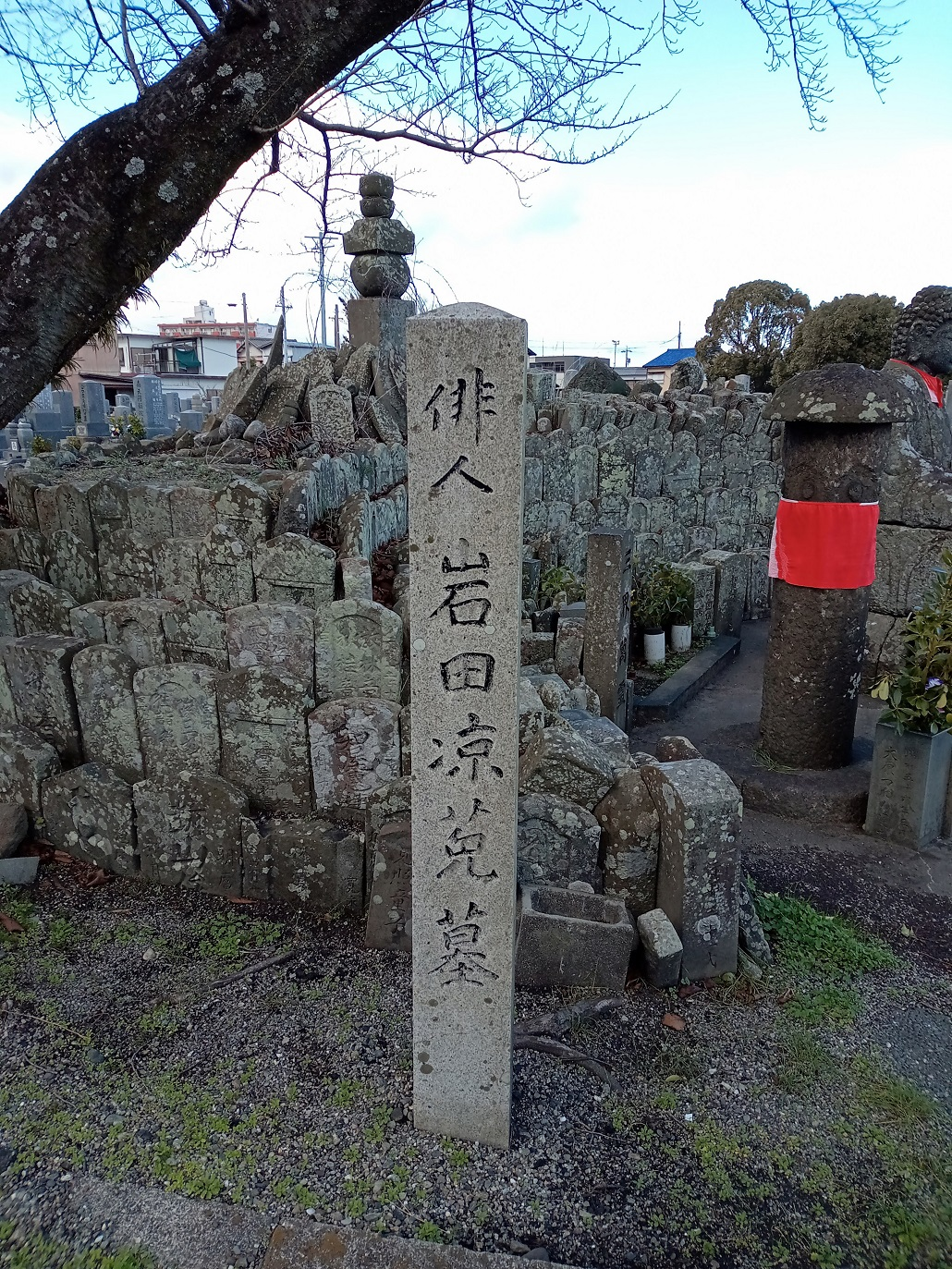
伊勢市営大世古墓地の岩田涼菟の墓

後に門人の中川乙由らと共に北陸や九州、畿内、江戸等西日本を中心に行脚し、その作風を支考が属した「美濃派」と共に全国に広めた。その後、乙由が著した『伊勢新百韻』や支考が著した『三疋猿』に涼菟が詠んだ俳諧が一座された。墓所は伊勢市営大世古霊園。

## 主な著作物
- 『皮籠摺』
- 『山中集』